# Cinca
El Cinca (a Cinca en aragonès) és un riu de l'Aragó, i el segon riu més cabalós de la comunitat autònoma. Significa també el límit lingüístic del català en el seu curs baix, trajecte en el qual travessa importants viles de la Franja de Ponent com ara Fraga. En el seu curs mitjà travessa ciutats com Montsó i Barbastre, després d'haver superat els embassaments de Lo Grau i Mediano, per damunt dels quals s'estén el país de Sobrarb, a les muntanyes del qual hi neix el riu, en àmbit del domini patrimonial de la llengua aragonesa.
És afluent del Segre que alhora després de poc més de 8Km aflueix a l'Ebre pel seu marge esquerre. Pel costat oriental, l'entorn de l'Aiguabarreig Segre-Cinca està protegit com a Espai d'Interès Natural i pel costat occidental aragonès per la ZEPA Aiguabarreig a Mequinensa.

## Rius i afluents
El riu Cinca neix a la glacera de Marboré, a la base del massís de les Tres Sorores que corona la capçalera de la Vall de Pineta (Mont Perdut). Comença el seu descens entre les cascades i torrents que desguassen l'Ibón de Marboré, unint al seu curs les aigües que s'estimben des de La Larri. Recorre tot Pineta, superba vall de perfecta glacera amb fons retocat de morrena i acarreos. En Bielsa se li uneix el riu Barrosa, i una mica més avall en salines el Cinqueta que s'allotja a la Vall de Gistau. Set kilòmetres més avall rep per l'esquerra al Irués, en Badaín, al costat de Lafortunada i a Hospital de Tella, per la seva dreta, al Yaga. El riu deixa a la seva esquerra el vèrtex Cotiella, de prop de 3.000 m d'altitud i envolta la Penya Montanyesa, de calcàries mesozoiques en plec tombat. Pel costat dret, en una esquerda, entra el riu Bells, el canyó d'Añisclo és de gran interès. En arribar a Aínsa rep per la dreta les aigües de l'Ara. L'embassament de Mitjà es troba en la unió del riu Ara i el Cinca. Immediatament aigües avall de Mitjà, després de travessar el congost de l'Entremon, arriba a l'embassament del Grau. En el Grau arrenca el gran canal del Cinca, que enllaça amb el del Gàllego. Just després el Cinca rep per l'esquerra a l'Éssera, el seu afluent més important.
A partir del Grau la seua vall adquireix les característiques del Somontano aragonès: altiplans àrids escalonats, d'argiles, margues i arenoses, amb algun conglomerat, en capes cada vegada més horitzontals i lutítiques a mesura que caminem cap al sud. Per contrast les terrasses baixes estan regades, a partir de la preses de regulació assentades en els estrets dels Prepirineus.
Per la dreta rep el riu Vero, i ja a Montsó al riu Insulsa per l'esquerra. Més avall, el riu Alcanadre se li suma per la dreta. Finalment, a Massalcoreig, s'uneix al Segre per desembocar finalment les aigües a Mequinensa al riu Ebre. Durant un curtíssim tram forma la frontera entre les províncies d'Osca i Lleida, entre els municipis de Torrent de Cinca, Massalcoreig i La Granja d'Escarp.
En el seu curs dona nom a alguns dels pobles pels quals passa, com Albalate de Cinca, Torrent de Cinca, Vilella de Cinca, Bellver de Cinca, Ossó de Cinca o Alcolea de Cinca de la comarca del Cinca Mitjà i Baix Cinca.

### Llista d'estanys i afluents
- Riu Alcanadre[1]
  - Flumen[2]
    - Isuela[3]

  - Guatizalema[4]
- Riu Ara[5]
  - Riu Arazas[6]
  - Estany Espelunz[7]
- El Cinqueta[8]
- Éssera
  - Riu Isàvena
    - Barranc de Carrasquer[9]
    - Riu Blanc o barranc d'Espés[10]
    - Barranc de Sant Esteve[11]
    - Riu de Vilacarle[12]
- Riu de la Nata[13]
- Sosa (riu)
  - La Sosa de Peralta
  - La Sosa de Sanui[14]
- Riu Vero[15][16]
- Llac de Marboré

## Imatges

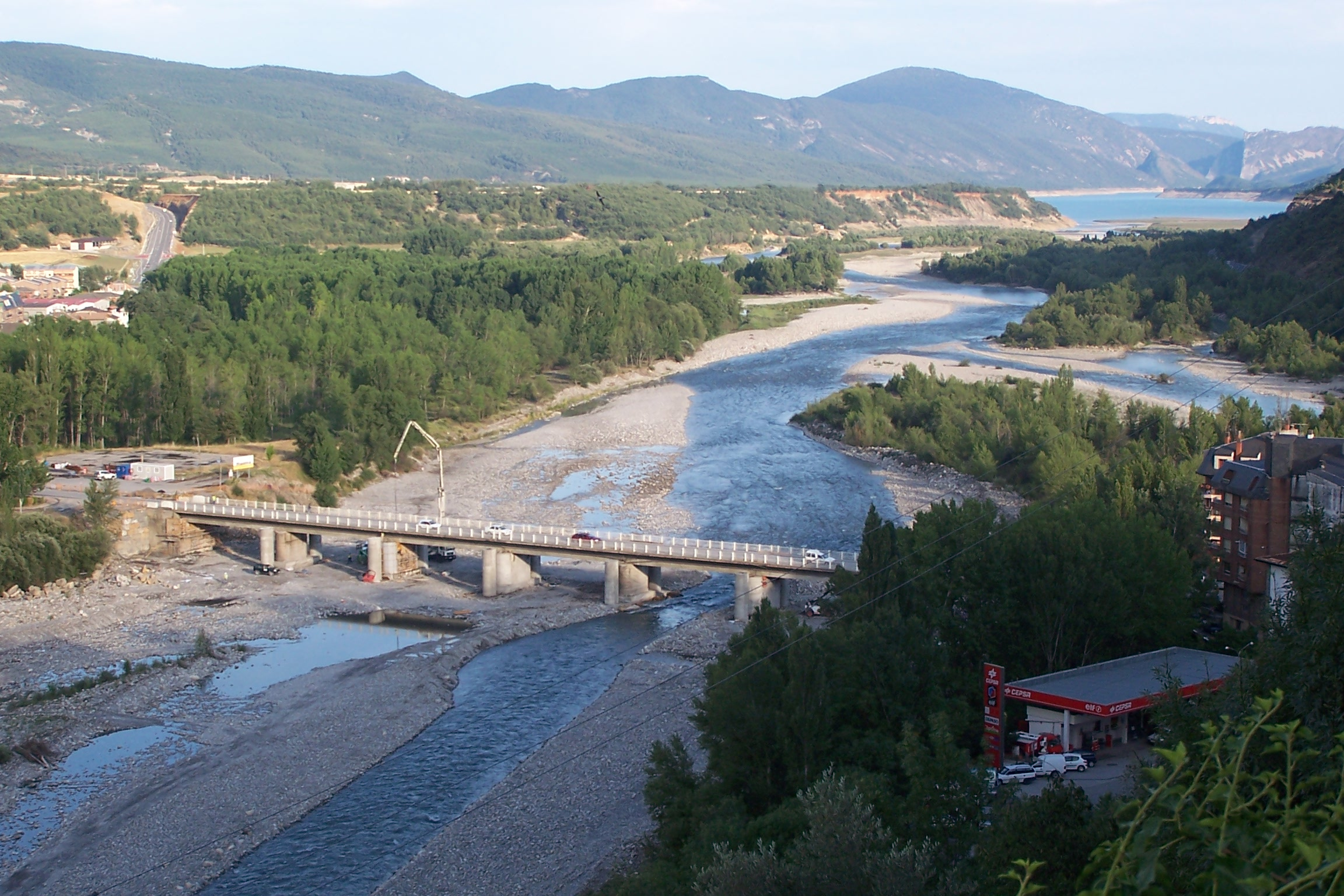
Cinca, a L'Aïnsa, on l'afluent Ara desemboca.
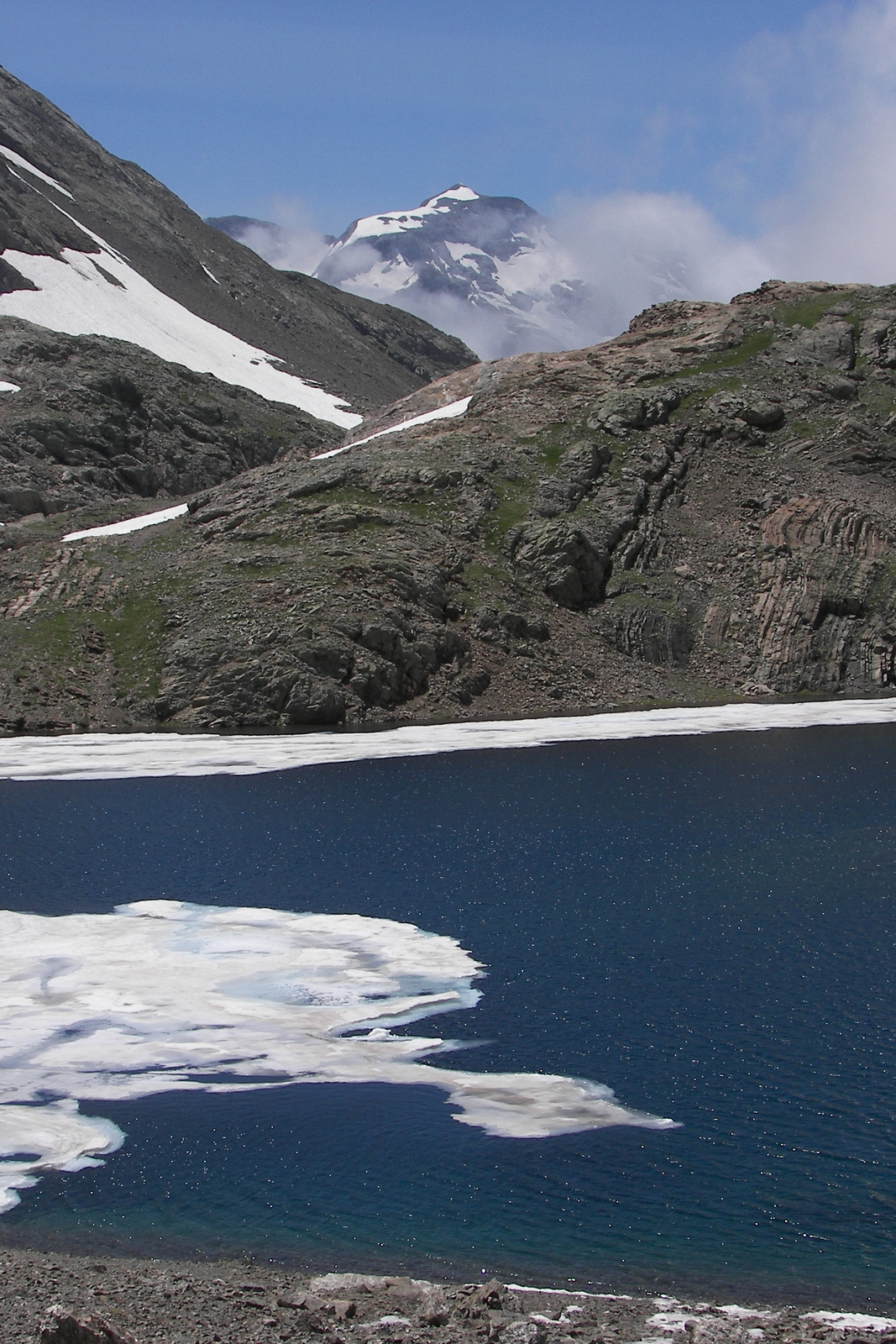
Estany de Lalarri
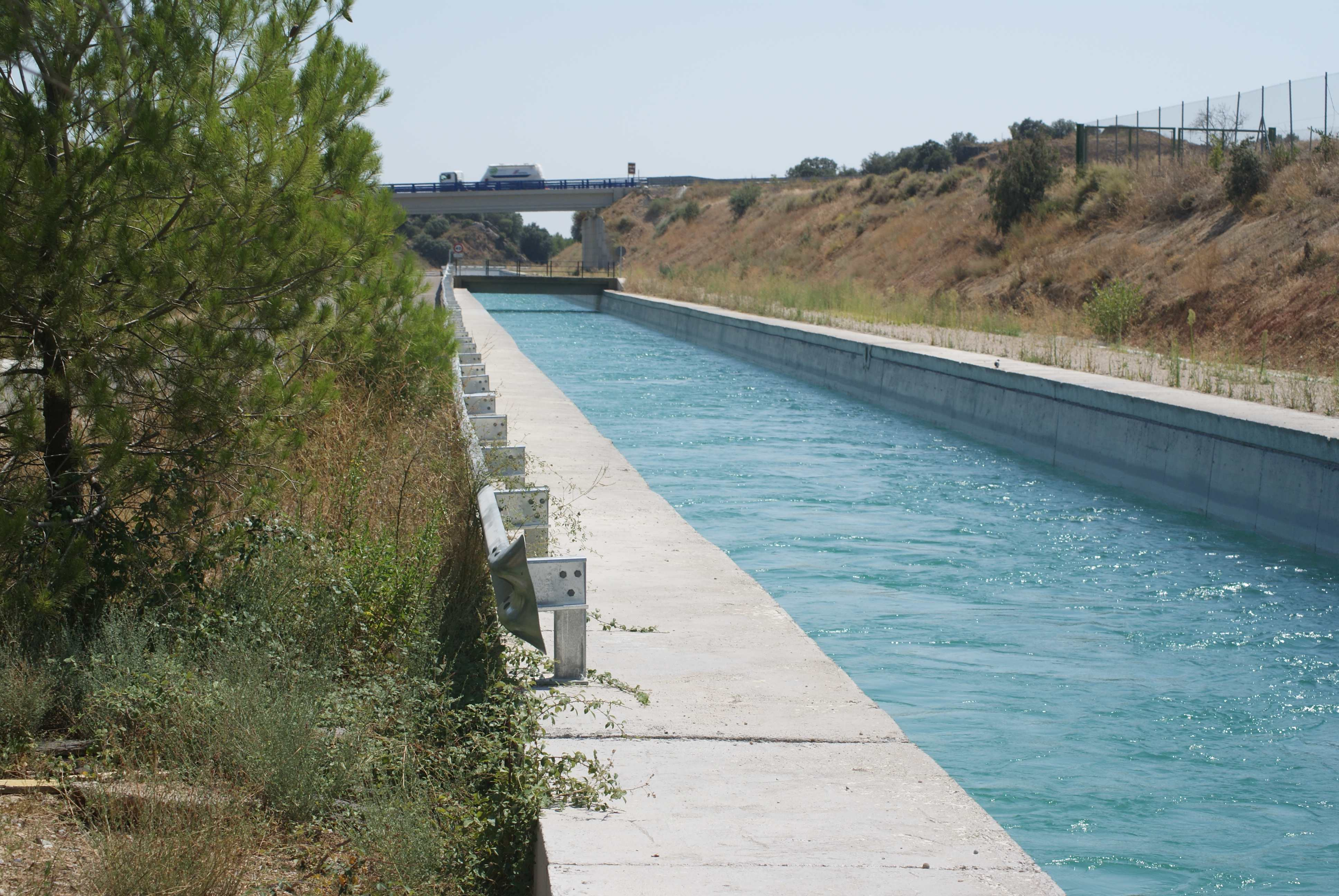
Canal del Cinca en Peraltilla
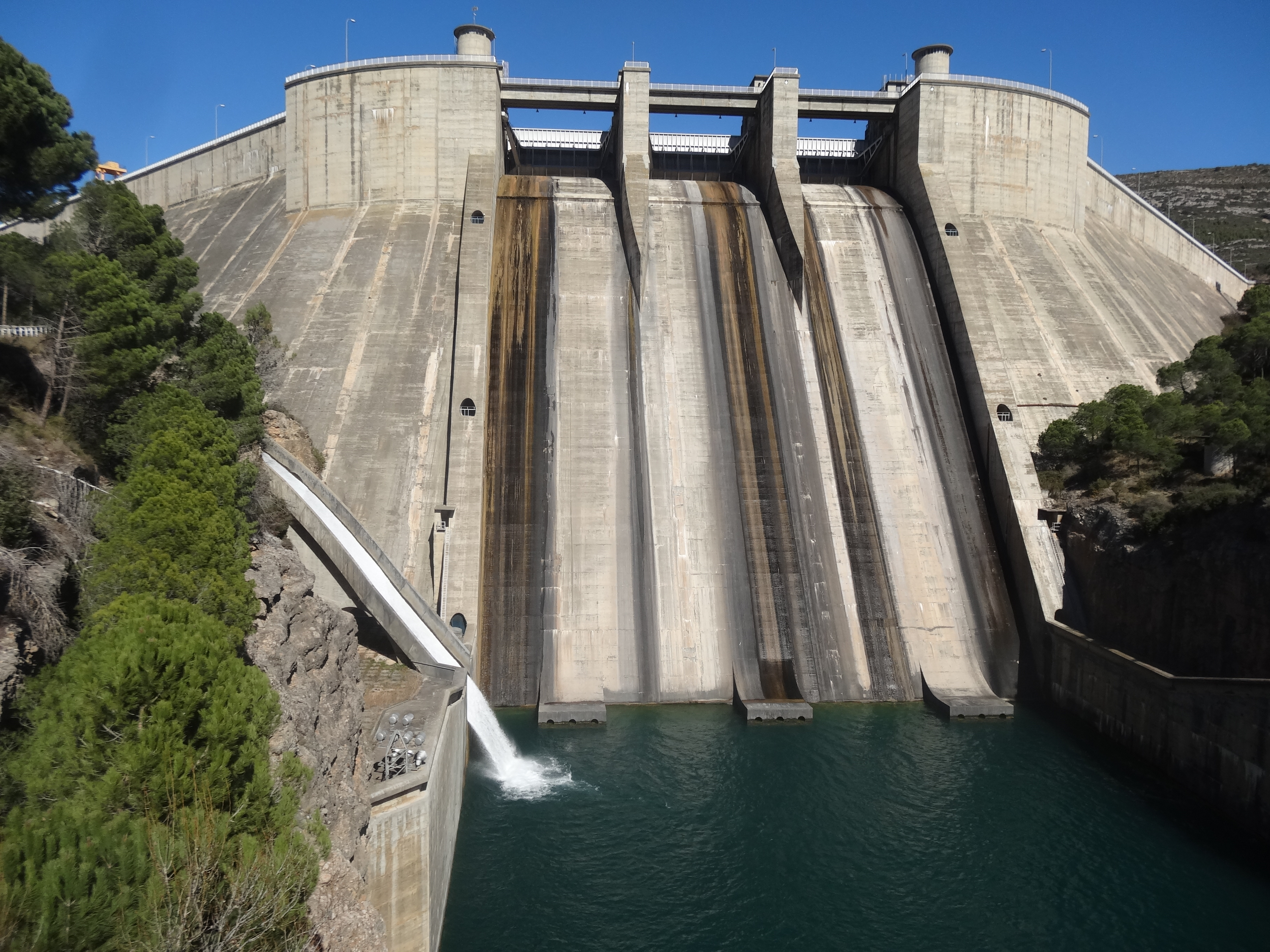
Presa de l'embassament de Lo Grau
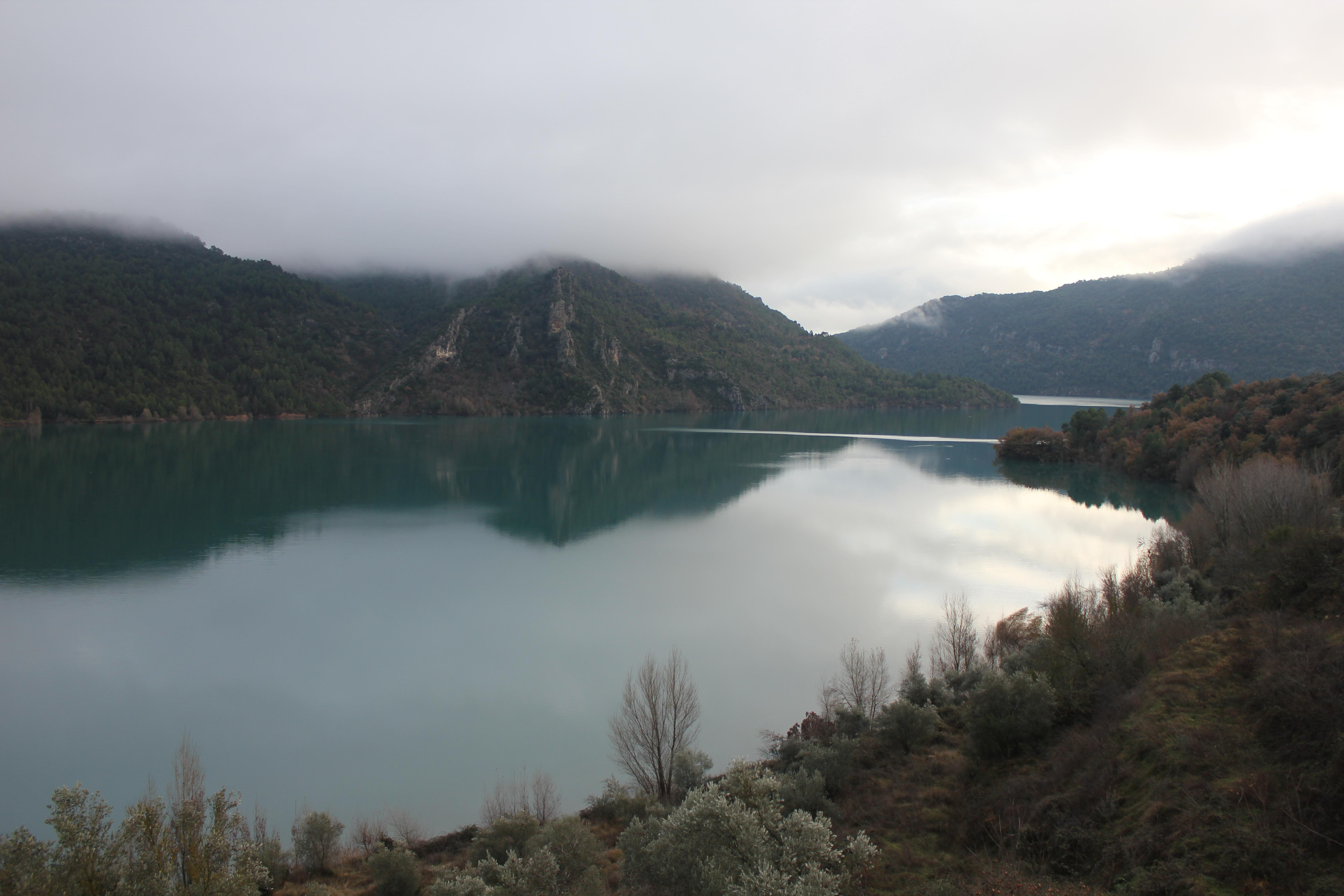
Embassament de Lo Grau
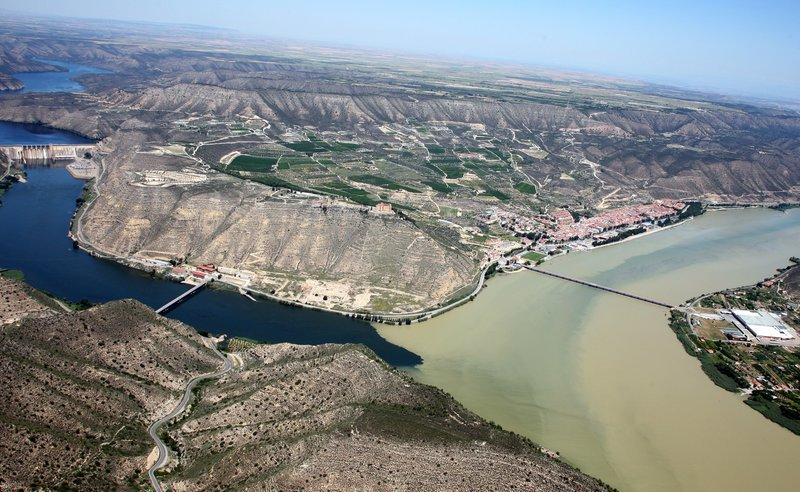
Vista aèria de l'Aiguabarreig dels rius Ebre, Segre i Cinca a Mequinensa.
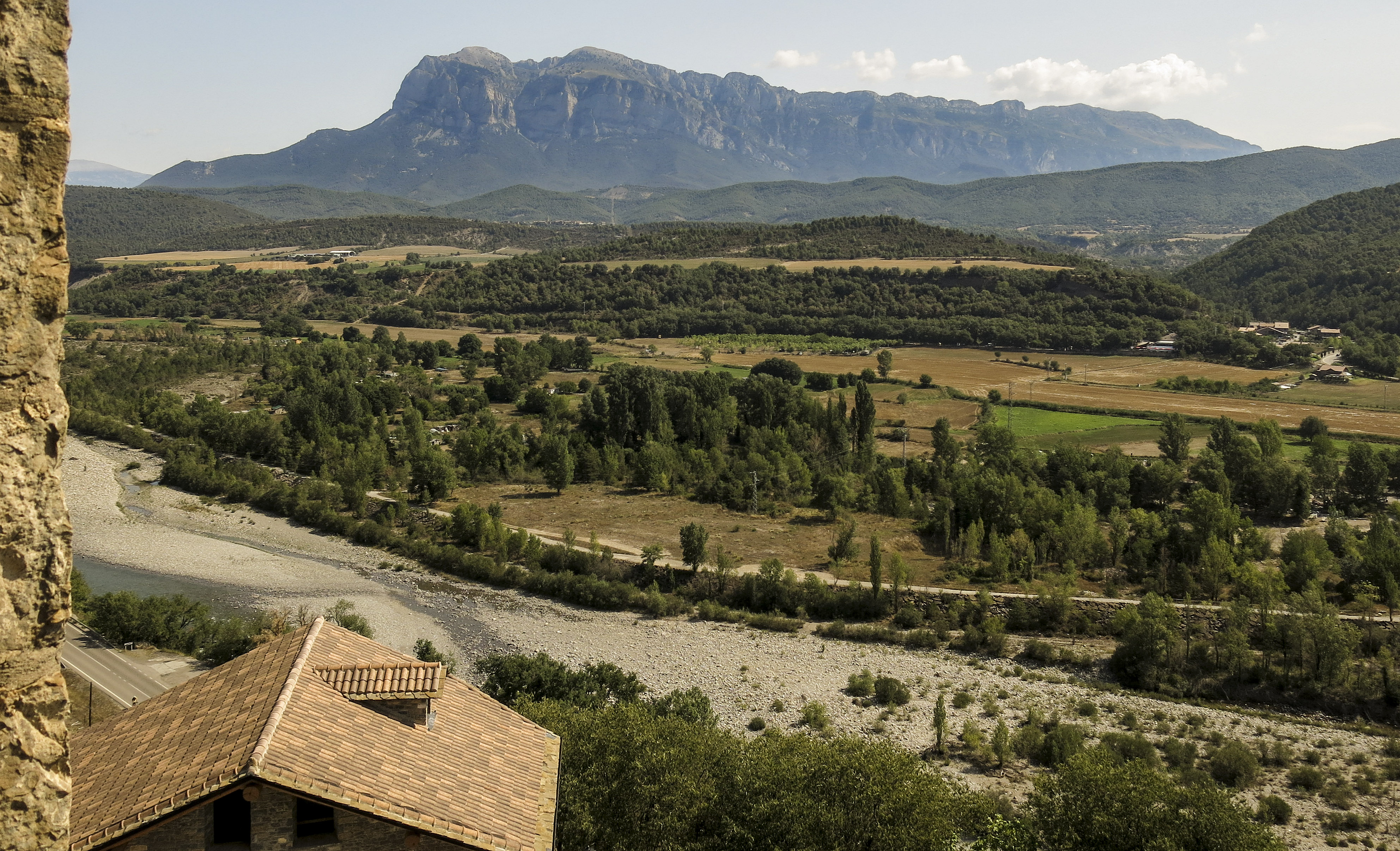
Vistes del riu Cinca al seu pas per L'Aïnsa. En segon terme la Serra Ferrera amb Penya Montanyesa